# Dodavatelský řetězec

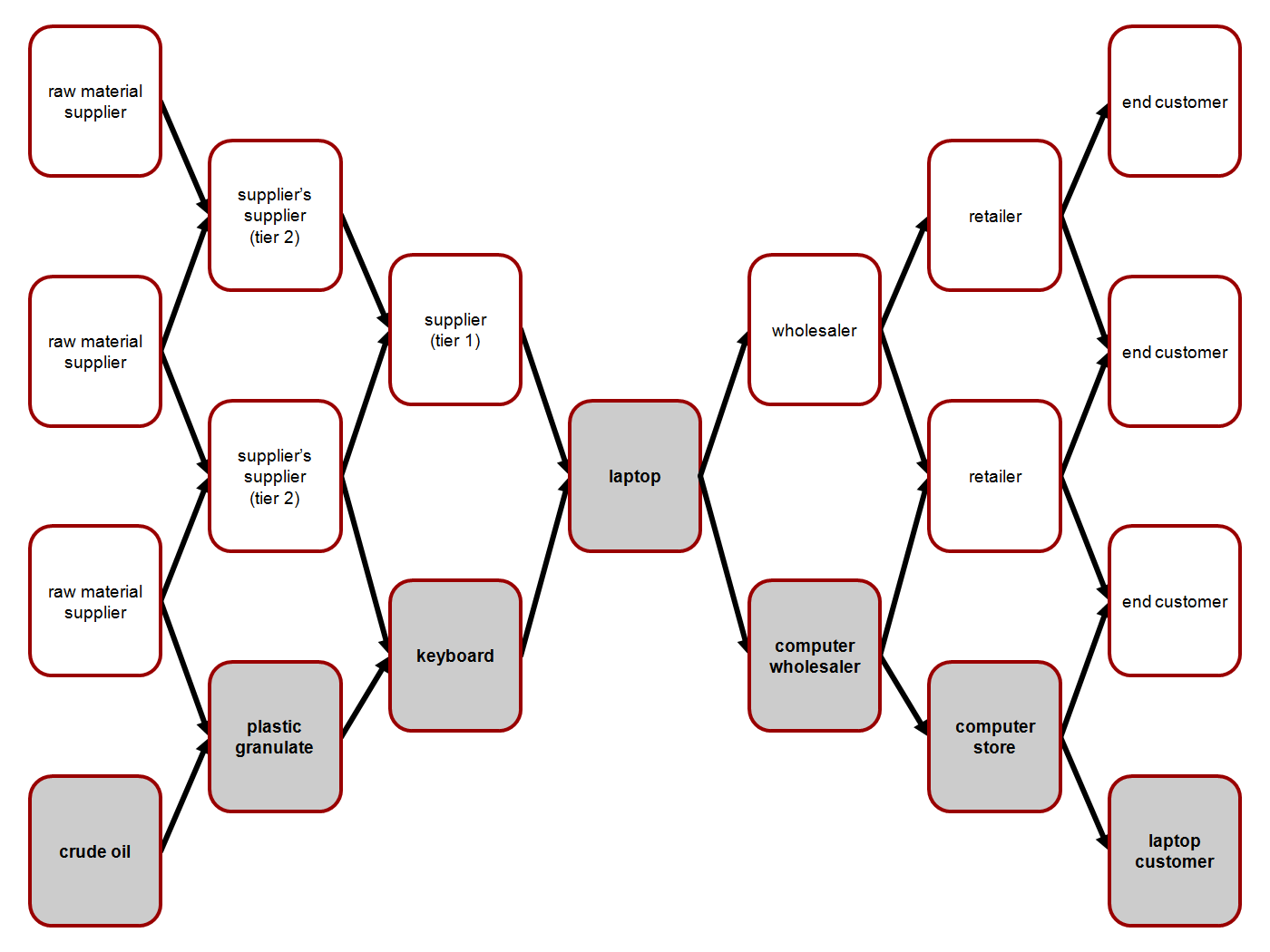
Jednoduchý diagram znázorňující dodavatelský a spotřebitelský řetězec

Dodavatelský řetězec (anglicky supply chain) nebo spotřebitelský řetězec je v oblasti obchodu a služeb systém organizací, lidí, činností, informací a zdrojů podílejících se na přemísťování produktu nebo služby od dodavatele k zákazníkovi. Činnosti v dodavatelském řetězci zahrnují přeměnu přírodních zdrojů, surovin a součástí na hotový produkt, který je dodáván konečnému zákazníkovi. V sofistikovaných systémech dodavatelského řetězce mohou použité produkty znovu vstoupit do dodavatelského řetězce v kterémkoli místě, kde je zbytková hodnota recyklovatelná. Dodavatelské řetězce spojují hodnotové řetězce.